# Stan Rowley
Pour les articles homonymes, voir Rowley.
Stanley « Stan » Rupert Rowley (né le 11 septembre 1876 à Young, mort le 1er avril 1924 à Manly) est un athlète australien.

## Jeux olympiques
- Jeux olympiques d'été de 1900 à Paris  France:
  -  Médaille d'or sur 5000 m par équipes. Il renforce une équipe britannique composée de quatre spécialistes du demi-fond.
  -  Médaille de bronze sur 60 m.
  -  Médaille de bronze sur 100 m.
  -  Médaille de bronze sur 200 m.